# Брежнев (телесериал)
«Брежнев» — российский телесериал 2005 года режиссёра Сергея Снежкина, посвящённый биографии советского лидера Леонида Брежнева. Премьерный показ многосерийного фильма состоялся с 28 по 31 марта 2005 года на «Первом канале». Повторялся в декабре 2006 года (к 100-летию советского лидера), 27 марта 2011 года, в декабре 2016 года (к 110-летию Брежнева), 14 августа 2022 года и 13 ноября 2022 года (к 40-летию со дня смерти советского лидера).

## Сюжет
1982 год. Последние дни жизни Генерального секретаря ЦК КПСС. Леонид Ильич пытается радоваться последним удовольствиям, отпущенным ему жизнью — ездит на охоту, общается с подчинёнными, проводит время с медсестрой, которая за ним ухаживает, завтракает с женой, часами смотрит кинохронику. Но отвлечься от гнетущих мыслей ему удаётся только во сне, который тоже не приносит облегчения. В редкие часы бодрствования Брежнев вспоминает молодость, знакомство с женой, начало карьеры. Особенно мучительны воспоминания о заговоре против первого секретаря ЦК КПСС Н. С. Хрущёва, который в своё время приблизил молодого Брежнева и помог ему подняться по иерархической лестнице. В памяти генсека всплывают главные, как ему кажется, события его жизни и жизни страны, он задаёт себе вопросы, все ли решения и поступки были верными, и пытается ответить на них. После очередного сердечного приступа он решает уйти в отставку, однако, в итоге товарищи «просят» дорогого Леонида Ильича остаться на посту генсека.

## В ролях
| Фамилия актёра       | Роль                                                                 |
| -------------------- | -------------------------------------------------------------------- |
| Сергей Шакуров       | Леонид Ильич Брежнев, генеральный секретарь ЦК КПСС                  |
| Артур Ваха           | Брежнев в молодости                                                  |
| Светлана Крючкова    | Виктория Петровна Брежнева                                           |
| Марина Солопченко    | Виктория Петровна в молодости                                        |
| Сергей Гармаш        | Степан Алексеевич Кандауров                                          |
| Мария Голубкина      | Софья                                                                |
| Валерий Золотухин    | егерь Игорь                                                          |
| Вадим Гущин          | землеустроитель                                                      |
| Андрей Краско        | парикмахер Анатолий                                                  |
| Сергей Русскин       | дежурный врач                                                        |
| Иван Краско          | председатель колхоза                                                 |
| Мария Шукшина        | медсестра Елизавета                                                  |
| Валерий Ивченко      | Николай Александрович Тихонов                                        |
| Юрий Кузьменков      | Николай Викторович Подгорный                                         |
| Василий Лановой      | Юрий Владимирович Андропов                                           |
| Лев Прыгунов         | Евгений Иванович Чазов                                               |
| Александр Семчев     | Александр Евгеньевич Бовин                                           |
| Александр Филиппенко | Георгий Карпович Цинёв                                               |
| Вячеслав Шалевич     | Алексей Николаевич Косыгин                                           |
| Вадим Яковлев        | Андрей Андреевич Громыко                                             |
| Игорь Ясулович       | Михаил Андреевич Суслов                                              |
| Олег Волку           | Владимир Тимофеевич Медведев, заместитель начальника охраны Брежнева |
| Афанасий Кочетков    | Константин Устинович Черненко                                        |
| Сергей Лосев         | Никита Сергеевич Хрущёв                                              |
| Игорь Иванов         | Александр Николаевич Шелепин                                         |
| Владимир Меньшов     | Дмитрий Фёдорович Устинов                                            |
| Игорь Черневич       | Андрей Михайлович Александров-Агентов                                |
| Валерий Быченков     | Дмитрий Степанович Полянский                                         |
| Геннадий Богачёв     | Николай Анисимович Щёлоков                                           |
| Николай Кузнецов     | Фрол Романович Козлов                                                |
| Борис Соколов        | Георгий Эммануилович Цуканов                                         |
| Вадим Лобанов        | Николай Васильевич Огарков                                           |
| Андрей Шарков        | рабочий металлургического завода                                     |
| Сергей Барковский    | Михаил Сергеевич Горбачёв                                            |
| Владимир Периль      | генерал                                                              |
| Александр Саюталин   | милиционер на Урале                                                  |
| Андрей Зибров        | пограничник Коновальчук                                              |

## Съёмочная группа
- Режиссёр: Сергей Снежкин
- Сценарист: Валентин Черных при участии С. Снежкина
- Идея: Елена Яцура
- Оператор: Андрей Жегалов, Владимир Климов, Виктор Новожилов, Вадим Алисов
- Композитор: Святослав Курашов
- Художник: Виктор Иванов, Владислав Орлов
- Звук: Игорь Терехов, Сергей Корнилов
- Постановщик трюков: Олег Корытин
- Продюсер (ведущий): Сергей Мелькумов
- Продюсер: Анатолий Максимов, Константин Эрнст

## Критика
Телесериал вызвал ряд критических отзывов. В адрес создателей телесериала и руководителей Первого канала были озвучены обвинения в искажении исторических фактов — причём, как в антисоветизме, так и в приукрашивании советской действительности.
Андрей Брежнев, внук Леонида Ильича Брежнева:

Считаю, что фильм слаб и в художественном отношении, и в документальном. Много домысла и вымысла. По фильму, Леонид Ильич только спит и лекарства пьёт. Это не так. Единственное, что соответствует действительности, — в 1978 году Леонид Ильич в самом деле хотел уйти со своих постов. Но он не был настолько больным в это время. Все те особенности речи и внешности, на которых в фильме делается акцент, появились позже вследствие болезни. Показан человек, здраво рассуждающий, всё понимающий. А внешние детали не соответствуют его внутреннему состоянию…

Григорий Романов (бывший 1-й секретарь Ленинградского обкома КПСС, член Политбюро):

Брежнев не был таким беспомощным, как показано в фильме. Да и остальные образы далеки от оригиналов. Громыко, Андропов, Устинов тоже не похожи — у Громыко похожи только награды, которые у него были. Хотя Андропова актёр сыграл неплохо. К сожалению, в фильме много карикатурного, надуманного. Считаю, такие фильмы не нужны, потому что далеки от исторической правды…

Кинокритик Г. Ассикритов:

Ретроспекция в сериале есть, но она оставляет желать лучшего. Особенно её часть, касающаяся войны, из которой можно уяснить, будто на фронте молодой Брежнев только и делал, что спал с медсёстрами, а кроме того, к подступам боевых действий (к катеру десанта, чтобы не замочил ноги) его приносили на руках и оттуда же слегка раненного выносили на руках рядовые солдаты. Степень исторической лжи поразительна. Такова, дескать, и была вся эта брежневская Малая Земля. Вот, мол, смотрит, старый маразматик Парад Победы, а самому-то и вспомнить, кроме дурацкой полуконтузии, нечего. Не знаю как кому, а мне подобное кажется негодяйством по отношению к любому ветерану, к любому старику, прошедшему страшнейшую из бывших когда-то войн. Тем более сюжет основан отнюдь не на достоверных фактах…

Телекритик Слава Тарощина отметила замалчивание в фильме негативных аспектов правления Брежнева, но высоко оценила актёрскую работу Сергея Шакурова:

Мы видим гарного хлопчика, своего в доску, отзывчивого, жизнелюбивого. Но нам так и не показали ту грань, за которой хлопчик превращается в «дорогого Леонида Ильича», втянувшего в воронку собственного маразма одну шестую часть суши. В мире экранного Брежнева нет места чешским событиям, Афганистану, лагерям, психушкам, колбасным электричкам, что рождает ощущение тотальной лжи. Художественная правда убедительней правды исторической только в одном случае — когда она талантлива. Режиссер Снежкин, увы, не Дзига Вертов или Эйзенштейн. Те прославляли мерзкий режим, но как феерически они это делали! Впрочем, в сериале есть одна несомненная удача — феерический Шакуров в роли Брежнева. Такой исполнительской мощи, буйства оттенков смысла, нюансов настроения, переливов хорошего и гадкого нынешнее ТВ еще не знало. Актер пронзительно играет и драму уходящего вождя, и его человеческую, интимную драму, то безысходное мужское бессилие, которое он испытывает при виде своей последней надежды — полнокровной молодой медсестры